# زنان در لتونی
"زنان در لتونی" (انگلیسی: Women in Latvia) به همه زنانی گفته می‌شود که در جامعه کشور لتونی زندگی می‌کنند. موقعیت اجتماعی و حقوقی زنان در جامعه لتونی تحت تأثیر تاریخ، موقعیت ژئوپلیتیکی و فرهنگ آن قرار گرفته‌است. لتونی، اگرچه کشور کوچکی با جمعیت کمتر از ۲ میلیون نفر است، اما یک کشور چند قومیتی است، و بنابراین تجربیات زنان لتونی ممکن است بین گروه‌های مختلف متفاوت باشد.

## تاریخچه
وضعیت زنان در لتونی در طول تاریخ دستخوش تغییرات بسیاری شده‌است، به ویژه به این دلیل که سرزمین‌های آن کانون مکرر درگیری و تسخیر بین حداقل چهار قدرت بزرگ بود که عبارتند از:
- دولت شوالیه‌های تتونیک
- مشترک المنافع لهستان-لیتوانی
- سوئد
- امپراتوری روسیه

در قرن بیستم، لتونی بخشی از اتحاد جماهیر شوروی بود، سپس در دهه ۱۹۹۰ دچار یک دوره آشفتگی اجتماعی و اقتصادی شد و پس از آن در سال ۲۰۰۴ به اتحادیه اروپا پیوست.
قبل از قرن نوزدهم، زنان از فرآیندهای سیاسی کنار گذاشته شده بودند، از حقوق مالکیت برخوردار نبودند و از آنها انتظار می‌رفت که امور خانه را اداره کنند.
پس از اعلام استقلال لتونی در سال ۱۹۱۸، به زنان لتونی حق رای داده شد دهه‌های گذشته این کشور شاهد تغییر تدریجی موقعیت و نقش زنان بوده‌است. لتونی استقلال خود را از اتحاد جماهیر شوروی بازیافت و به سازمان‌های بین‌دولتی مانند اتحادیه اروپا پیوست که برابری هر دو جنس را ترویج می‌کنند. لتونی اولین کشوری در میان کشورهای بلوک شرق سابق بود که دارای یک رئیس دولت زن، یعنی وایرا ویجه فرایبرگا بود. لتونی همچنین یک نخست‌وزیر زن به نام لایمدوتا استراویوما داشت.
شاخص برابری جنسیتی اروپا نشان می‌دهد که لتونی همچنان پایین‌تر از میانگین اتحادیه اروپا در زمینه مسائل برابری جنسیتی قرار دارد و از میان ۲۸ کشور عضو در رتبه هجدهم قرار دارد. اگرچه زنان بیش از نیمی از جمعیت کنونی لتونی را تشکیل می‌دهند، ولی همچنان در سیاست کمتر حضور دارند، دستمزد کمتری را در مقایسه با همتایان مرد خود تجربه می‌کنند و از آنان انتظار می‌رود که نقش جنسیتی سنتی را ایفا کنند.
بر این اساس، پیشرفت اخیر، تلاش زنان برای یافتن تعادل بین کار و زندگی بوده‌است. مفهوم برابری جنسیتی در لتونی نسبتاً جدید است. در دهه گذشته، همزمان با جنبش‌های فمینیسم در سراسر جهان، لتونی شاهد ظهور تدریجی جنبش زنان خود بوده‌است.

## قبل از استقلال
تحقیقات قوم‌نگاری و مطالعات قوانین رایج منطقه، از جمله لاتگالیان و کورونیان، به این نتیجه می‌رسد که از قرن هفتم تا سیزدهم، زنان در لتونی هیچ حق مالکیت یا حق رأی نداشتند. به ازای حقوق ارث، تنها پسران قادر به تصاحب مالکیت زمین بودند. این امر جایگاه اجتماعی و نقش زنان را در جامعه دیکته می‌کرد. فقط اموال منقول مانند مهریه به صورت پول، اثاثیه و لباس به دختران قابل وصیت بود. سرپرست زنان معمولاً پدر، برادر یا شوهر، به جای زن، مسئولیت‌ها و حقوق عمومی مربوط به این اموال را بر عهده می‌گرفت.
در سه گورستان پیش از مسیحیت در سالاسپیلس، موارد باستان‌شناسی موقعیت اجتماعی برتر مردان را در جامعه نشان می‌دهد. در هر سه این گورستان، مردها بیشتر از زنان سوزانده شده بودند. سوزاندن جسد کاری خسته کننده و کار فشرده بود؛ بنابراین، پیشنهاد شده‌است که زنان با موقعیت اجتماعی بالا سوزانده می‌شدند، در حالی که سوزاندن مردان نسبتاً بالاتر را می‌توان توسط مردانی که در درگیری‌های مختلف و جنگ داخلی لیوونی شرکت می‌کنند توضیح داد. علاوه بر این، زنان اغلب در گورستان‌ها دفن نمی‌شدند، زیرا در جریان یورش‌های مکرر به اسارت گرفته می‌شدند.
نبش قبرها نشان می‌دهد که زنان، تا قرن نوزدهم در لتونی، در مقایسه با مردان طول عمر بسیار کوتاه تری داشتند. این را می‌توان با مسائل ناشی از تولید مثل پی در پی و تغذیه ناکافی توضیح داد که همتایان مرد آنها تجربه نکردند، زیرا موقعیت اجتماعی آنها به عنوان سرباز اولویت منابع غذایی و پزشکی را برای آنها به ارمغان می‌آورد. زایمان خطرات و عوارض بسیاری به همراه داشت، زیرا کمک‌های پزشکی محدود بوده و زنان مسن به عنوان ماما عمل می‌کردند و در صورت دسترسی حمام بهداشتی‌ترین مکان برای زایمان بود.
پریشانی مداوم ناشی از بارداری، زایمان و شیردهی و در نهایت، همه این عوامل باعث کاهش سیستم ایمنی و ناتوانی در مبارزه با عفونت‌ها می‌شود. از قرن نوزدهم، بهبود در استانداردهای زندگی، آموزش و مراقبت‌های بهداشتی به‌طور قابل توجهی باعث افزایش امید به زندگی زنان شد. مدرسه ویژه دختران که به زبان روسی یا آلمانی تدریس می‌کردند در قرن نوزدهم تأسیس شد. اما دستیابی به تحصیلات از با پیشینه دهقانی هنوز دشوار بود.

## پوشاک و ظاهر
لباس سنتی و محلی مردم نقشی نمادین و مهمی در جامعه لتونی داشته و دارد، حفظ میراث فرهنگی ملی، باعث ایجاد حس هویت واحد در بین لتونی‌ها شده‌است. تنوع در لباس‌های محلی موقعیت اجتماعی را نشان می‌دهد و همچنین تنوع مناطق لتونی و سنت‌های آن را با تنوع در رنگ و طرح نشان می‌دهد. زنان پیراهن‌های کتان و دامن‌های بلند و همچنین شرورهای پشمی (شال) و کت‌هایی با طول‌های مختلف می‌پوشیدند. در طول دوره قرن هفتم تا سیزدهم، که به دوره لباس باستانی معروف است، جواهرات برنزی در بین زنان بسیار محبوب بود که از مسیرهای تجاری شمال و شرق اروپا و همچنین خاورمیانه به دست آمده‌است. بیشتر لباس‌هایی که زنان می‌پوشیدند از منابع محلی تهیه و تولید می‌شدند. لباس‌ها با استفاده از پارچه‌های کتانی و پشمی ساخته می‌شدند.
در اواخر قرن نوزدهم، اولین داده‌های انسان‌شناختی نظام‌یافته در مورد چهل زن لتونی در سنین ۱۷ تا ۶۰ سال توسط اتو وبر (الهیات‌شناس) جمع‌آوری شد. او با انجام تحقیقات خود در منطقه کورزمه (کورلند)، بیان کرد که زنان لتونی دارای پوست روشن و موهای قهوه ای روشن یا روشن هستند که صاف یا کمی موج دار هستند، موهای قهوه ای تیره تقریباً نادر است. رنگ چشم زنان لتونی آبی، خاکستری یا ترکیبی از هر دو است و چشمان قهوه ای به ندرت دیده می‌شود. صورت بیضی شکل با بینی صاف و دهان با اندازه متوسط، با دندان‌های صاف است. قد زنان لتونیایی متوسط تا قد بلند، با اندامی متناسب است. طبق مشاهدات وبر، زنان لتونی معمولاً اضافه وزن ندارند. این مطالعه توسط روایت‌های مختلفی از مسافرانی که از طریق لتونی می‌گذرند، از جمله در اثر «روسیه زیبا» در سال ۱۸۷۸ پشتیبانی شده‌است.

## دوران استقلال

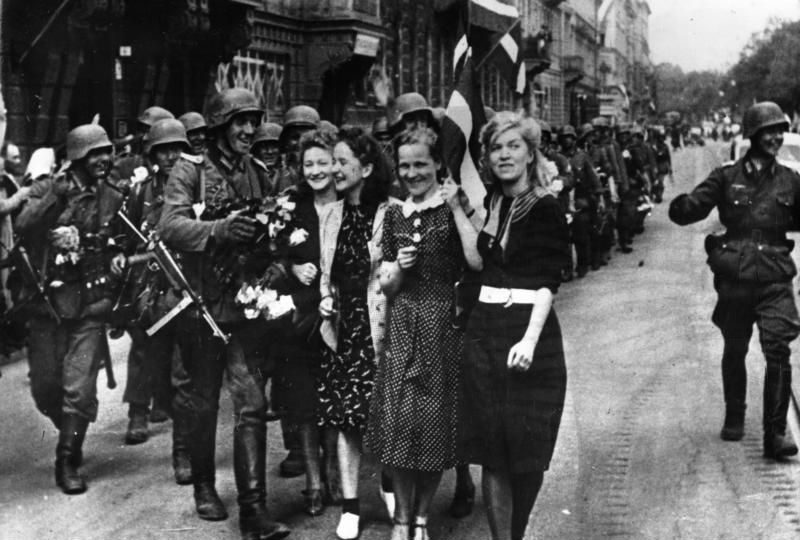
استقبال زنان لتونیایی از سربازان آلمانی که در سال ۱۹۴۱ وارد ریگا شدند

پس از استقلال لتونی در سال ۱۹۱۸، زنان لتونی از نظر سیاسی با مردان برابر شدند و می‌توانستند در انتخابات مجلس قانون اساسی شرکت کنند. از سال ۱۹۱۷ به بعد، زنان نیز می‌توانستند به عنوان دانشجوی تمام وقت در دانشگاه‌ها پذیرفته شوند. مطالعاتی که بیشتر انتخاب می‌شد در علوم و پزشکی بود. این در تضاد با حقوق زنان لتونیایی تحت حاکمیت امپراتوری روسیه است. انگیزه اصلی زنان برای انتخاب شدن در مجلس، تصویب قانونی بود که بر اساس قانون مدنی و کار، حقوق مساوی اعطا می‌کرد. در اولین مجلس مشروطه، از ۱۵۰ نماینده منتخب، ۵ نفر زن بودند. با این حال، این تعداد در انتخابات ۱۹۲۲ اولین سایما کاهش یافت و تنها در سال ۱۹۳۱ بود که اولین نماینده زن، برتا پیپینا، به مجلس راه یافت. برتا پیپینا در دوران حضورش در پارلمان از حقوق زنان حمایت می‌کرد.

## پس از شوروی
مانند سایر کشورهای کمونیستی سابق، دوره گذار تحت سلطه بی‌ثباتی اجتماعی-اقتصادی و سختی شدید بود. با احیای استقلال لتونی، زنان بار دیگر مطابق با نقش‌های جنسیتی معمولی دیده شدند. زنان در روند بیداری ملی لتونی فعال بودند اما اکنون شاهد قهقرایی در جایگاه و حقوق زنان بودند. در طول جنبش استقلال، چندین زن برجسته مانند سارمیت جلرت، ساندرا کالنیته و روتا مارجاشا نقش‌های بارزی در حمایت از استقلال بر عهده گرفتند. زنان علیه استقلال از اتحاد جماهیر شوروی نیز به شهرت رسیدند، مانند تاتیانا ژدانوکا که یکی از رهبران جبهه بین‌المللی کارگران لتونی شد. با این حال، در دوران نهضت استقلال، مسائل زنان دغدغه اصلی نبود.
به گفته ایرینا نوویکووا، زنان در عرصه سیاسی قدرت نداشتند، و بنابراین، سختی‌های بیشتری را نسبت به مردان تجربه کردند، برای تأمین حقوق کافی تلاش کردند و در زندگی عمومی و خصوصی سختی‌های زیادی را تجربه کردند. قاچاق زنان و فحشا در نتیجه افت استانداردهای زندگی به یک موضوع اصلی تبدیل شد. فقدان مقررات و قوانین منجر به گسترش صنعت سکس لتونی شد. قاچاق انسان در لتونی نیز معمولاً شامل زنانی است که به اروپای غربی قاچاق می‌شوند.

## خشونت
خشونت علیه زنان همچنان یک مشکل جدی در لتونی است، این کشور دارای نرخ بسیار بالایی از قتل زنان است.